# Brejo dos Santos
Pour les articles homonymes, voir Brejo.

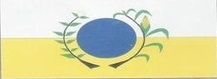

Brejo dos Santos est une ville brésilienne du nord-ouest de l'État de la Paraíba.
Sa population était estimée à 5 743 habitants en 2007. La municipalité s'étend sur 94 km2.